# Wayne Gretzky and the NHLPA All-Stars
Wayne Gretzky and the NHLPA All-Stars est un jeu vidéo de hockey sur glace sorti en 1995 sur Mega Drive et Super Nintendo. Le jeu a été développé et édité par Time Warner Interactive.